# Jacob Spoonley
Jacob Spoonley (3 de marzo de 1987 en Palmerston North) es un futbolista neozelandés que juega como arquero en el Forrest Hill Milford.

## Carrera
Comenzó a figurar en la plantilla oficial del Auckland City en 2005 y sus buenas actuaciones en las categorías menores de la selección neozelandesa permitieron que el Wellington Phoenix le hiciera un contrato profesional en 2007, formando parte de la creación de la franquicia participante de la A-League. En 2008 regresó al Auckland City y logró varios éxitos locales e internacionales. En 2012, el Phoenix lo contrató a préstamo para afrontar un encuentro de la temporada 2012/13. En 2013 firmó con el Team Wellington en busca de más regularidad. Volvería a ser cedido a préstamo a los Nix debido a la convocatoria internacional de Glen Moss y la lesión de Lewis Italiano, arqueros del club. El club wellingtoniano llegó a la final de la ASB Premiership 2013/14, pero cayó en la final ante el Auckland. Volvió a ser cedido a préstamo al Phoenix en 2014 para disputar la última fecha de la A-League. En 2014 se alejó del Wellington y regresó al Auckland. Dejaría la liga nacional en 2017, pasando al Forrest Hill Milford, participante de las ligas regionales de Auckland.

### Clubes
| Club                        | País          | Año             |
| --------------------------- | ------------- | --------------- |
| Auckland City Football Club | Nueva Zelanda | 2005 - 2007     |
| Wellington Phoenix          | Nueva Zelanda | 2007 - 2008     |
| Auckland City Football Club | Nueva Zelanda | 2008 - 2013     |
| Well. Phoenix (a préstamo)  | Nueva Zelanda | 2012            |
| Team Wellington             | Nueva Zelanda | 2013 - 2014     |
| Well. Phoenix (a préstamo)  | Nueva Zelanda | 2013            |
| Auckland City Football Club | Nueva Zelanda | 2014 - 2017     |
| Forrest Hill Milford        | Nueva Zelanda | 2017 - Presente |

### Selección nacional
Representó por primera vez a Nueva Zelanda en la Copa Mundial Sub-20 Canadá 2007. Formó parte del plantel que jugó los Juegos Olímpicos de Pekín 2008, disputando los tres encuentros como arquero titular. Ese mismo año tuvo su debut con la selección absoluta, cuando ingresó debido a la expulsión de Glen Moss en la derrota 2-0 de los All Whites ante Fiyi.
Volvió a ser llamado para la selección mayor el 21 de marzo de 2013 en la previa a dos encuentros por eliminatorias frente a Nueva Caledonia y las Islas Salomón, remplazando a Moss, que había sufrido una lesión durante un entrenamiento.

#### Partidos e invictos internacionales
| Partidos e invictos internacionales | Partidos e invictos internacionales | Partidos e invictos internacionales | Partidos e invictos internacionales | Partidos e invictos internacionales | Partidos e invictos internacionales        | Partidos e invictos internacionales |
| #                                   | Fecha                               | Estadio                             | Rival                               | Resultado                           | Competición                                | Invicto                             |
| ----------------------------------- | ----------------------------------- | ----------------------------------- | ----------------------------------- | ----------------------------------- | ------------------------------------------ | ----------------------------------- |
| 2008                                |                                     |                                     |                                     |                                     |                                            |                                     |
| 1                                   | 19 de noviembre                     | Churchill Park, Lautoka             | Fiyi                                | 0 – 2                               | Copa de las Naciones de la OFC 2008        |                                     |
| 2013                                |                                     |                                     |                                     |                                     |                                            |                                     |
| 2                                   | 26 de marzo                         | Estadio Lawson Tama, Honiara        | Islas Salomón                       | 2 – 0                               | Clasificación para la Copa Mundial de 2014 | 1 (1)                               |

## Palmarés
| Título               | Club               | País          | Año     |
| -------------------- | ------------------ | ------------- | ------- |
| Campeonato de Fútbol | Auckland City      | Nueva Zelanda | 2005-06 |
| Campeonato de Fútbol | Auckland City      | Nueva Zelanda | 2006-07 |
| Copa de las Naciones | Selección nacional | Nueva Zelanda | 2008    |
| Campeonato de Fútbol | Auckland City      | Nueva Zelanda | 2008-09 |
| Liga de Campeones    | Auckland City      | Nueva Zelanda | 2008-09 |
| Liga de Campeones    | Auckland City      | Nueva Zelanda | 2010-11 |
| Charity Cup          | Auckland City      | Nueva Zelanda | 2011    |
| Liga de Campeones    | Auckland City      | Nueva Zelanda | 2011-12 |
| Liga de Campeones    | Auckland City      | Nueva Zelanda | 2013    |
| ASB Premiership      | Auckland City      | Nueva Zelanda | 2014-15 |
| Liga de Campeones    | Auckland City      | Nueva Zelanda | 2015    |
| Charity Cup          | Auckland City      | Nueva Zelanda | 2015    |